# Han i Hotit
Han i Hotit (albanisch auch Hani i Hotit) ist eine kleine Ortschaft in Nordalbanien und ein Grenzübergang nach Montenegro. Der Ort liegt am langen nordöstlichen Arm des Skutarisees auf 15 m ü. A. Han i Hotit liegt unterhalb des Dorfes Hot, das nach dem früheren nordalbanischen Stamm der Hoti benannt ist. Der Name bezeichnete die Herberge respektive Karawanserei (Han) im Gebiet der Hoti. Heute ist es ein eigenständiges Kleindorf und gehört zur Gemeinde Malësia e Madhe, die im Qark Shkodra liegt.

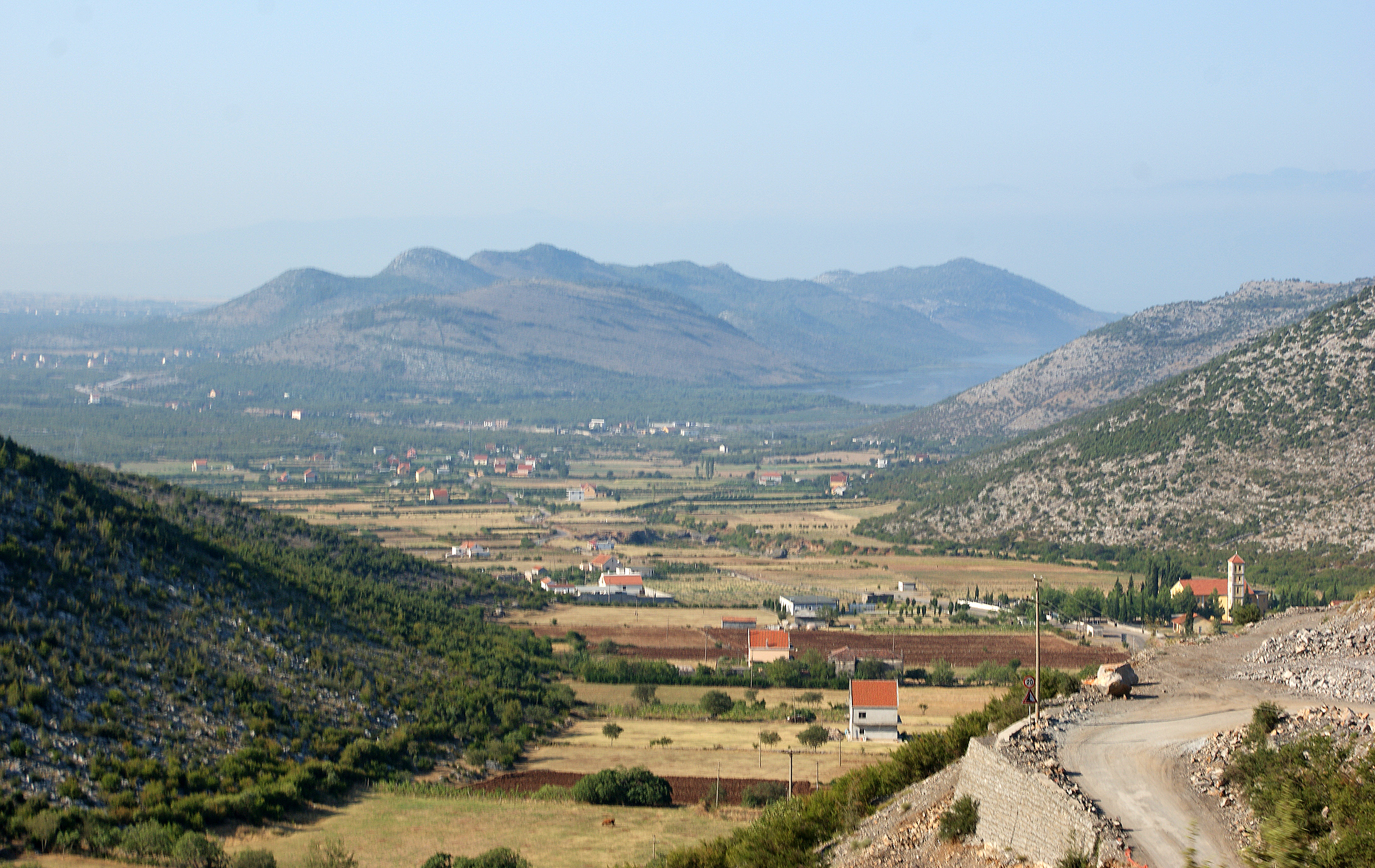
Der Gjiri i Hotit genannte Arm des Shkodrasees mit dem am Ende liegenden Han i Hotit

Der Grenzübergang von Han i Hotit hatte lange eine große Bedeutung, da er über Jahrzehnte der einzige Grenzübergang zwischen Albanien und Jugoslawien respektive später Montenegro war. Han i Hotit liegt zwischen Tuzi in Montenegro und dem albanischen Koplik an der Straße von Podgorica nach Shkodra. Auf albanischer Seite ist dies die Nationalstraße SH1, welche von der Grenze bis zur albanischen Hauptstadt Tirana führt. In Montenegro findet sie ihre Fortsetzung als Magistralni put M4 (ehemals M18).
Kurz vor dem Grenzübergang zweigt eine Straße in den nördlichsten Teil Albaniens ab, die bis nach Vermosh führt. Im Sommer 2018 wurde eine modernisierte und ausgebaute Grenzanlage eingeweiht. Ein neues Gebäude für die albanische Grenzpolizei wurde im Folgejahr dem Betrieb übergeben.

Auch die einzige internationale Verbindung der Albanischen Eisenbahn, die Bahnstrecke Podgorica–Shkodra, passiert in Han i Hotit die Grenze. Die Bahnlinie wurde am 6. August 1986 eröffnet und führt von Shkodra nach Podgorica, der Hauptstadt Montenegros. Personenverkehr gibt es jedoch nicht. Die Grenzbahnhöfe der Eisenbahn befinden sich im südlich gelegenen Bajza respektive auf montenegrinischer Seite in Tuzi.